# Monastère de Bistrița

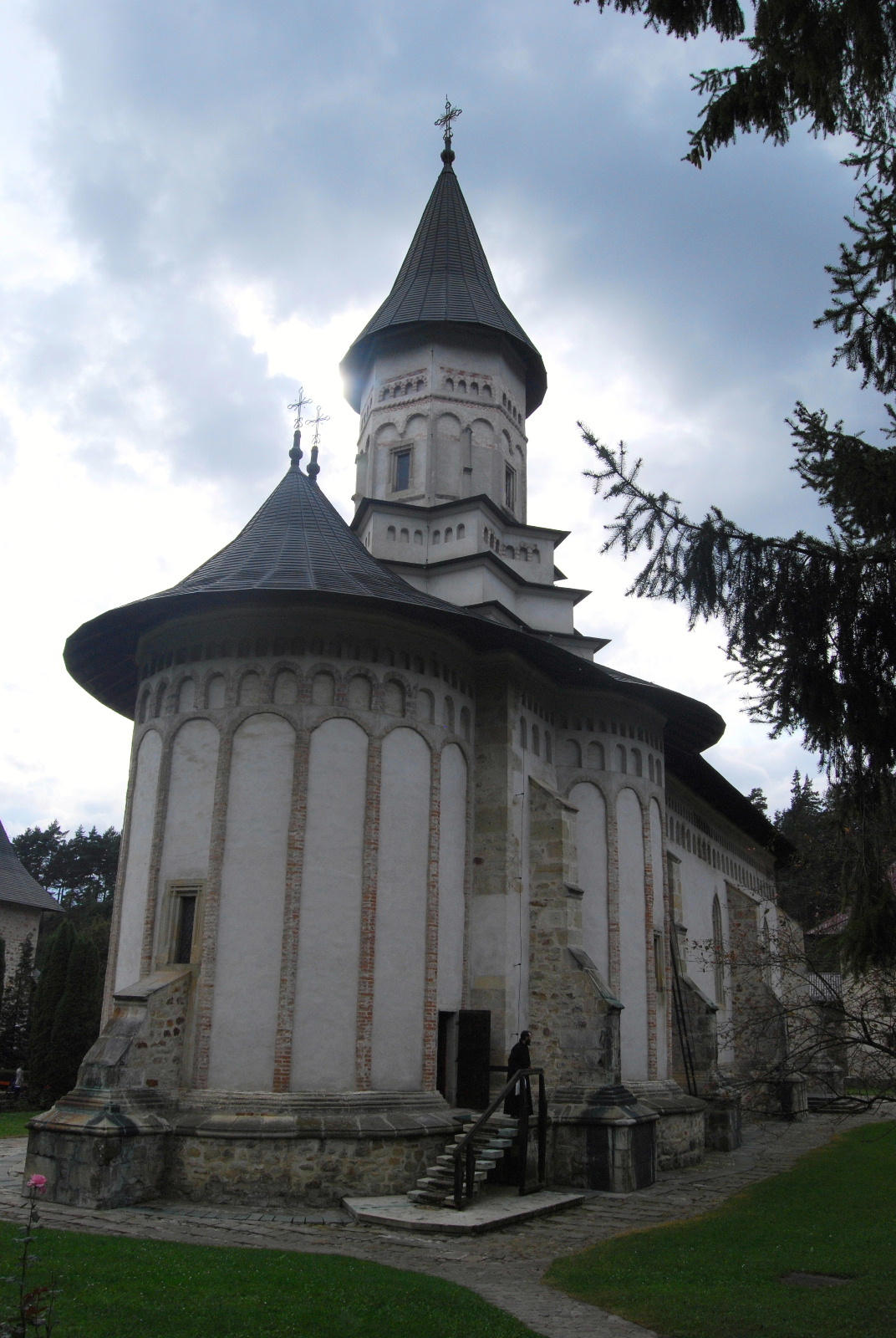
l'abside de l'église de la Dormition

Le monastère de Bistrița est un monastère orthodoxe roumain situé dans la commune d'Alexandru cel Bun, dans le centre du județ de Neamț, à 8 km au nord-ouest de Piatra Neamț, le chef-lieu du județ.
Il est logé dans la vallée de la Bistrița sur les contreforts orientaux des Carpates.
Il fut un centre important pour l'histoire artistique et intellectuelle du Moyen Âge moldave.
Il a été fondé en 1406 par Alexandre Ier de Moldavie (Alexandru cel Bun). Il se développa ensuite sur l'initiative d'Étienne III de Moldavie (Ștefan cel Mare, Étienne le Grand) qui fit élever la tour-clocher en 1498.
Pierre IV Rareș (Petru Rareș) fit reconstruire le mur d'enceinte entre 1541 et 1546 après sa destruction par les armées ottomanes de Soliman le Magnifique en 1538.
En 1554, Alexandru IV Lăpușneanu fit entreprendre de grands travaux de restructuration.

## Architecture
De nos jours, le monastère possède plusieurs ensembles classés parmi les monuments historiques de Roumanie :
- Église de la Dormition de la Vierge (Adormirea Maicii Domnului) de style byzantin avec son porche d'entrée du XVe siècle ;
- Tour-clocher du XVe siècle ;
- Tour d'entrée et murs d'enceinte du XVIe siècle ;
- Maison Petru Rareș.

Le monastère possède de nombreuses œuvres d'art, et parmi celles-ci, une icône miraculeuse de Sainte Anne offerte par l'empereur byzantin Manuel II Paléologue.
Le prince de Moldavie Alexandru cel Bun, ainsi que sa femme et de nombreux autres membres de la famille princière moldave, est enseveli dans l'église de la Dormition.

## Galerie de photographies

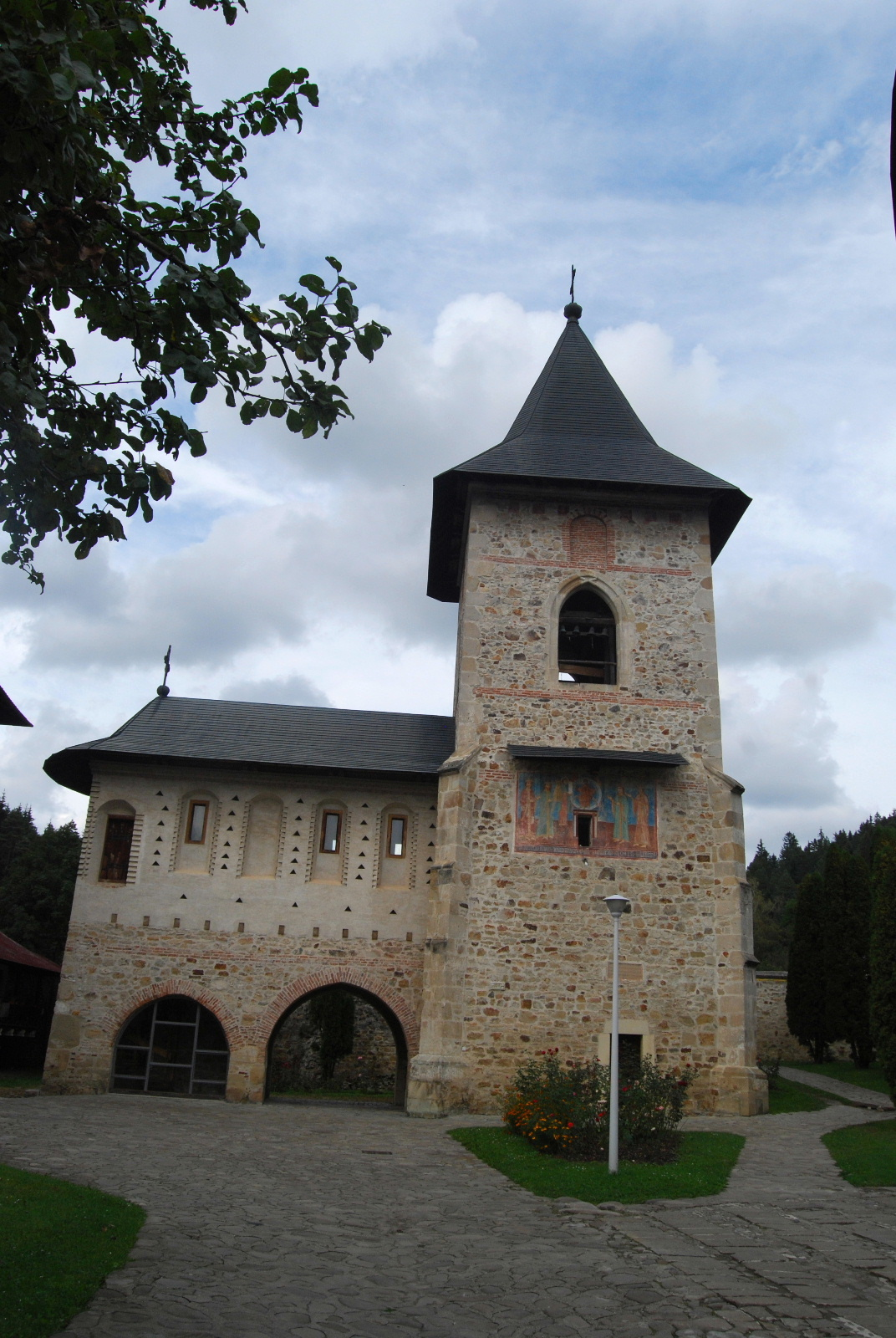
La tour-clocher
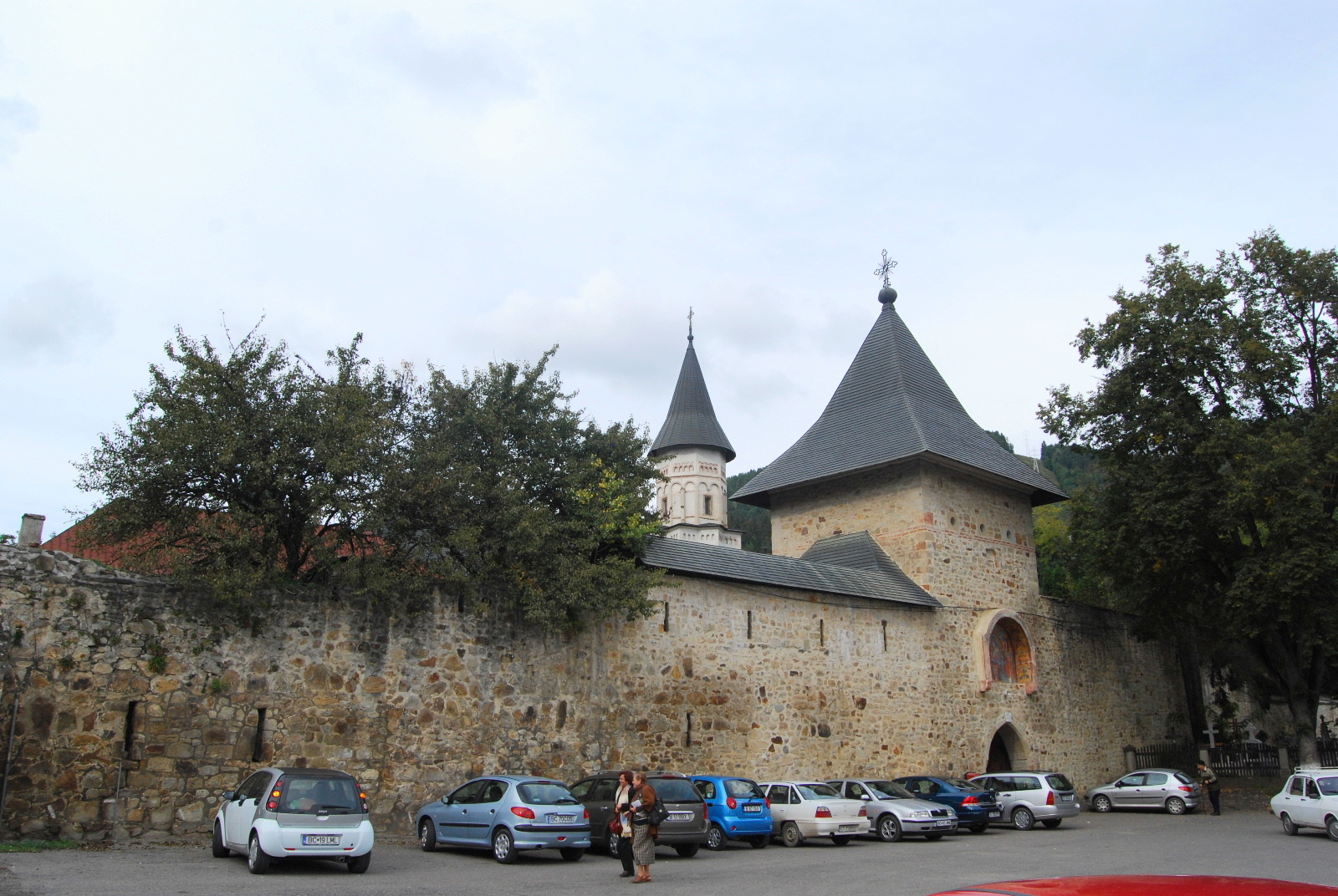
Murs d'enceinte et tour d'entrée